# Coupe d'Asie féminine de football 2006
Navigation
Édition précédente Édition suivante
La Coupe d'Asie féminine de football  2006 est la quinzième édition de la Coupe d'Asie de football féminin, une compétition de la Confédération asiatique de football (AFC) qui met aux prises les meilleures sélections nationales féminines de football affiliées à l'AFC.
C'est la Chine qui remporte la compétition pour la huitièmes fois.

## Stades retenus
Deux stades australien sont sélectionnés pour accueillir les matchs de la Coupe d'Asie 2006 et se situent à Adélaïde :
- Hindmarsh Stadium
- Marden Sports Complex (en)

## Nations qualifiées
|                |
| Nation         |
| Australie      |
| Chine          |
| Taipei chinois |
| Japon          |
| Corée du Nord  |
| Corée du Sud   |
| Birmanie       |
| Thaïlande      |
| Viêt Nam       |

## Phase finale

### Premier tour

#### Groupe A
| Rang | Équipe         | Pts | J | G | N | P | Bp | Bc | Diff |
| ---- | -------------- | --- | - | - | - | - | -- | -- | ---- |
| 1    | Japon          | 9   | 3 | 3 | 0 | 0 | 17 | 1  | +16  |
| 2    | Chine          | 6   | 3 | 2 | 0 | 1 | 4  | 1  | +3   |
| 3    | Viêt Nam       | 3   | 3 | 1 | 0 | 2 | 1  | 7  | -6   |
| 4    | Taipei chinois | 0   | 3 | 0 | 0 | 3 | 1  | 14 | -13  |

#### Groupe B
| Rang | Équipe        | Pts | J | G | N | P | Bp | Bc | Diff |
| ---- | ------------- | --- | - | - | - | - | -- | -- | ---- |
| 1    | Corée du Nord | 10  | 4 | 3 | 1 | 0 | 13 | 0  | +13  |
| 2    | Australie     | 10  | 4 | 3 | 1 | 0 | 11 | 0  | +11  |
| 3    | Corée du Sud  | 6   | 4 | 2 | 0 | 2 | 14 | 6  | +8   |
| 4    | Thaïlande     | 3   | 4 | 1 | 0 | 3 | 2  | 26 | -24  |
| 5    | Birmanie      | 0   | 4 | 0 | 0 | 4 | 2  | 10 | -8   |

### Demi-Finales
| 27 juillet 2006 | Australie                             | 2 – 0   | Japon | Hindmarsh Stadium                               |                                                 |
| 16h30 UTC+3     | Caitlin Munoz 10e · Joanne Peters 45e | (2 - 0) |       | Spectateurs : 4 000 Arbitrage : Jenny Palmqvist | Spectateurs : 4 000 Arbitrage : Jenny Palmqvist |

| 27 juillet 2006 | Chine         | 1 – 0   | Corée du Nord | Hindmarsh Stadium                            |                                              |
| 19h30 UTC+3     | Ma Xiaoxu 58e | (0 - 0) |               | Spectateurs : 1 000 Arbitrage : Anna De Toni | Spectateurs : 1 000 Arbitrage : Anna De Toni |

### Match pour la3eplace
| 30 juillet 2006 | Japon                           | 2 – 3   | Corée du Nord                       | Hindmarsh Stadium                            |                                              |
| 12h30           | Kozue Andō 43e · Yūki Ōgimi 89e | (1 - 3) | 23e Ri Un-suk · 33e 39e Ri Un-gyong | Spectateurs : 1 200 Arbitrage : Tammy Ogston | Spectateurs : 1 200 Arbitrage : Tammy Ogston |

### Finale
| 30 juillet 2006 | Australie                                                           | 2 – 2 a. p.           | Chine                                  | Hindmarsh Stadium                         |                                           |
| 15h30           | Caitlin Munoz 29e · Joanne Peters 33e                               | (2 - 0, 2 – 2, 2 – 2) | Han Duan 68e · Ma Xiaoxu 73e           | Spectateurs : 5 000 Arbitrage : Qin Liang | Spectateurs : 5 000 Arbitrage : Qin Liang |
| 15h30           | Collette McCallum · Sally Shipard · Joanne Peters · Alicia Ferguson | Tirs au but 2 - 4     | Ma Xiaoxu · Bi Yan · Li Jie · Han Duan | Spectateurs : 5 000 Arbitrage : Qin Liang | Spectateurs : 5 000 Arbitrage : Qin Liang |